# 中央高地式気候

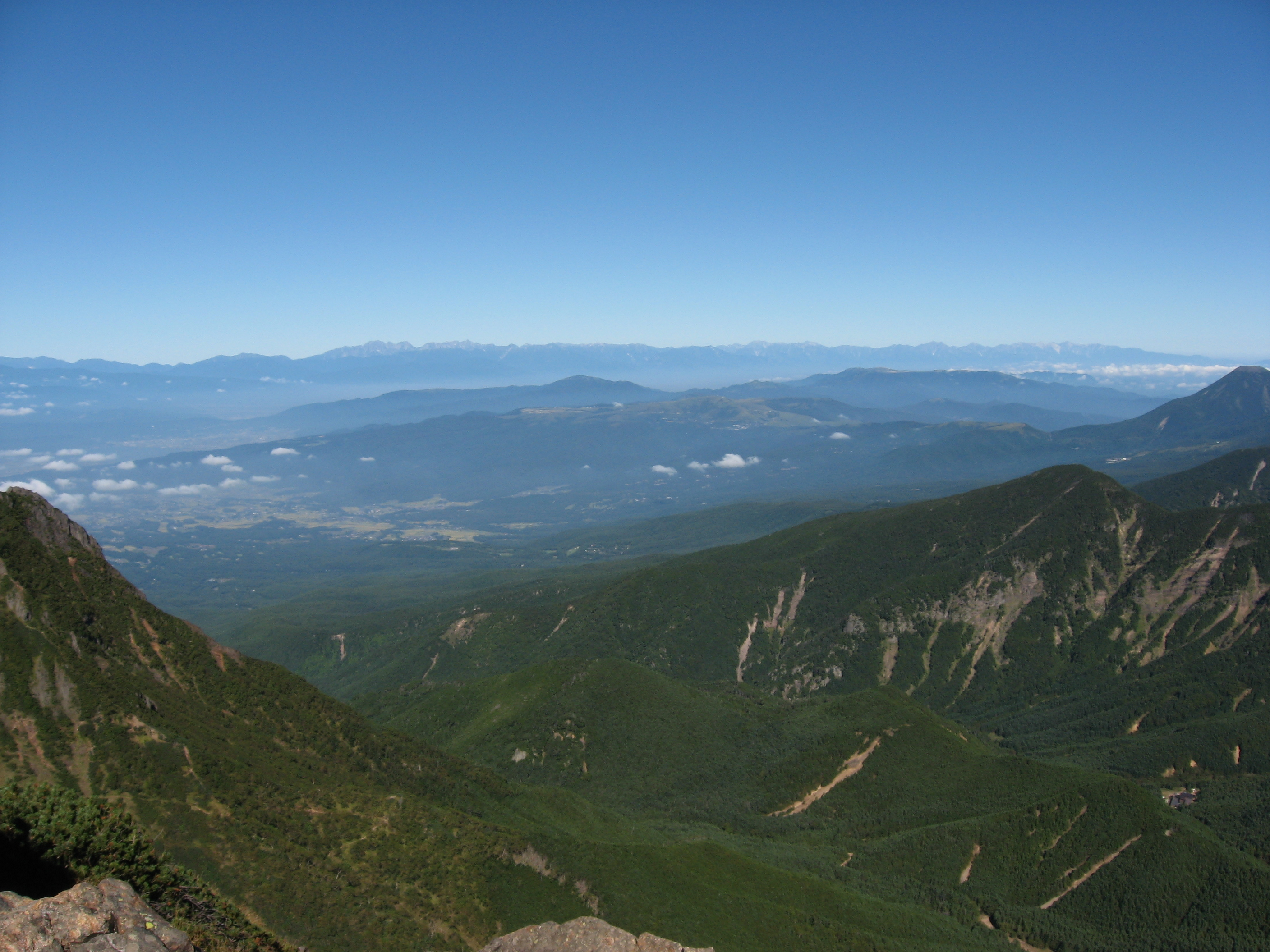
本州中部の山岳地帯からの眺め

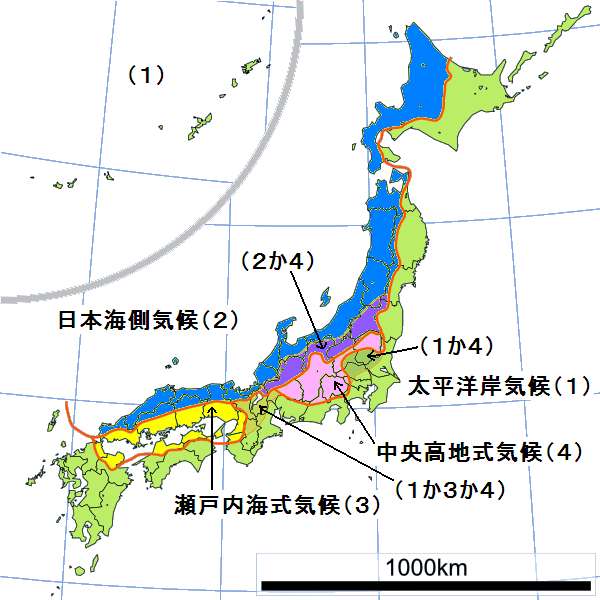
中央高地式気候の地域（4：ピンク）

中央高地式気候（ちゅうおうこうちしききこう）とは日本の気候区分の一つである。太平洋側気候の東日本型の一種で中央高原型（ちゅうおうこうげんがた）や、中央高地気候（ちゅうおうこうちきこう）、中央高地型気候とも呼ばれることがある。
周囲を標高の高い山地に囲まれている盆地の気候であり、中部地方の中央高地に由来する名称である。

## 特徴
中央高地式気候とは、周囲を標高の高い山地に囲まれている盆地の気候である。おおむね夏の太平洋側からの暖かく湿った風や冬の中国大陸から日本海を渡って来る冷たく湿った風の影響を大きく受ける日本にあって周囲の標高の高い山地に阻まれてこれらの季節風の影響を受けないため、年間を通して湿度が低めに安定しており年間降水量も少なく、1000mm程度である。1mm以上の降水が観測される日数である降水日数も梅雨（梅雨に類似する気象現象を含む）を除いて少ない。また、冬は放射冷却現象によって朝晩の気温はかなり低くなることが多い。

### 冬の積雪
中央高地では年間を通して季節風の影響を受けにくく雪も豪雪地帯の山梨県南アルプス市（旧芦安村）・早川町、長野県飯田市（旧南信濃村）を除いて少ないが低気圧や気圧の谷接近時は気温が低くなりやすいため、北海道・北東北の太平洋側と同様に雪になりやすい。また、山梨県の峡南（南巨摩郡など富士川流域南部）と長野県の木曽南部・下伊那、東京都の青梅市・あきる野市・八王子市、神奈川県相模原市等は太平洋側気候の特徴も有する。

## 中央高地式気候の地方
- 中央高地（ただし、地形等の関係で中央高地でも他気候を示す地域があり、逆に中央高地以外でも中央高地式気候を示す地域がある。）

## 気候のデータ
気象庁・気象統計情報より　降水日数は1mm以上

### 中央高地式気候が明瞭な地域
中央高地のうち停滞前線が通過する季節（6、7、9月）を除いて降水量が少なく、平均湿度が年間を通して安定している。
- 夏季の月間平均降水量が、6-7月と9月の二峰性となる。
- なお、長野は冬季の降水が若干多めで冬季の湿度も比較的高めであることから日本海側気候の特徴が少しだけ重なる地域ともみなせるが、おおむね中央高地の特徴が強い。

|      | 標高   | 最多月      | 最少月      | 年間降水量 | 8月の降水量 | 12月の降水量 | 平均相対湿度 （最低） | 平均相対湿度 （最高） |
| ---- | ------ | ----------- | ----------- | ---------- | ----------- | ------------ | --------------------- | --------------------- |
| 長野 | 418.2m | 11.2（7月） | 6.8（11月） | 901.2mm    | 95.0mm      | 38.2mm       | 62%（4月）            | 78%（1・12月）        |
| 松本 | 610m   | 11.6（7月） | 3.7（12月） | 1,018.5mm  | 95.8mm      | 23.3mm       | 60%（4月）            | 76%（9月）            |
| 諏訪 | 760.1m | 13.5（7月） | 4.7（1月）  | 1,307.0mm  | 129.6mm     | 33.8mm       | 65%（4月）            | 79%（9月）            |

### 太平洋側気候の特徴が大きく重なる地域
中央高地のうち、季節風の影響（冬季乾燥低湿、夏季多雨高湿）が少し見られる地域。夏季の月間平均降水量のピークが二峰性にならない。
|        | 標高   | 最多月         | 最少月      | 年間降水量 | 8月の降水量 | 1月の降水量 | 平均相対湿度 （最低） | 平均相対湿度 （最高） |
| ------ | ------ | -------------- | ----------- | ---------- | ----------- | ----------- | --------------------- | --------------------- |
| 甲府   | 272.8m | 11.1（6・7月） | 2.9（12月） | 1,109.7mm  | 145.6mm     | 23.5mm      | 55%（2月）            | 75%（7・9月）         |
| 軽井沢 | 999.1m | 13.9（7月）    | 3.8（12月） | 1,197.6mm  | 162.1mm     | 20.8mm      | 70%（4月）            | 88%（9月）            |